# Військовий авіаційний завод № 1
Військовий авіаційний завод № 1 (пол. Wojskowe Zakłady Lotnicze Nr 1 S.A., WZL-1) — компанія, що базується в Люблінку в Лодзі, що спеціалізується на ремонті та модернізації гелікоптерів.

## Історія
WZL було створено в 1945 році як військова частина № 1519 і з того часу зазнала кілька реорганізацій, пов’язаних зі зміною назви та характеру діяльності. Історія заводу бере свій початок з 1945 року, коли 131-у незалежну авіаційну майстерню перенесли до Лодзі на площу Леонардо (нині Майдан Незалежності). У 1952 році, після зміни назви на Авіаційна ремонтна майстерня No 1, усе обладнання було остаточно переведено до аеропорту Люблінка. Діяльність WZL Nr 1 у Лодзі зосереджена на капітальному ремонті, а також на технічному обслуговуванні та модернізації вертольотів Мі-2, Мі-8, Мі-14, Мі-17, Мі-24 та Каман SH-2G. Заводи співпрацюють із західними компаніями, завдяки чому модернізація військової техніки дозволяє адаптувати гелікоптери до стандартів НАТО. Це пов’язано із встановленням нових авіаційних радіостанцій, розробкою сучасних навігаційних систем та засобів пасивного та балістичного захисту.
1 січня 2008 року актом комерціалізації державне підприємство було перетворено на акціонерне товариство, що працює під назвою Wojskowe Zakłady Lotnicze Nr 1 Spółka Akcyjna.
У 2015 році в них працює 400 осіб. В основному займаються ремонтом вертольотів сімейства Мі та літаків ТС-11 Іскра, авіадвигунів TW3-117 та SO-3, а також модернізації та обслуговування гелікоптерів (Мі-2, Мі-8, Мі-14, Мі-17, Мі-24) і літаки. Вони також ремонтують гелікоптери, які брали участь у бойових діях в Афганістані та Іраку, беруть участь у переговорах з польськими та іноземними компаніями, зацікавленими в придбанні нових технологій та виробництва, пов’язаних з новою вертолітною платформою. Вони працюють над будівництвом нового, повністю польського безпілотного гелікоптера. Нещодавно вони уклали угоди з такими гігантами у виробництві гелікоптерів, як Sikorsky International Operations (Мілец), AgustaWestland (Свіднік) і Eurocopter (Turbomeca) (Франція).
У квітні 2015 року Wojskowe Zakłady Lotnicze уклала контракт з Eurocopter, однак тендер на багатоцільові гелікоптери для Війська Польського було скасовано. У Лодзі мали побудувати конвеєр для гелікоптера Eurocopter EC725 Caracal.